# Jean Baes
Pour les articles homonymes, voir Baes.
Jean Baes (prénommé Jean-Baptiste à  l'état civil), né à Bruxelles le 20 août 1848 et décédé à Ixelles le 13 décembre 1914, est un architecte et un décorateur belge du XIXe siècle représentatif de l'architecture éclectique en Belgique.

## Biographie
Il reçoit une formation à l'Académie de Bruxelles, d'abord en arts décoratifs de 1862 à 1868, ensuite en architecture de 1865 à 1875. Il se forme d'abord dans l'atelier de Charle-Albert. Au Salon de Bruxelles de 1878, il obtient une médaille d'or.
Il épouse à Bruxelles le 7 janvier 1879, Louise Thérèse Jeanne Vandeputte, née à Bruxelles le 3 avril 1845, décédée à Ixelles le 8 février 1928, fille de Romain et de Marie-Thérèse Piette.

## Réalisations
- 1883-1887 Théâtre royal flamand (KVS), rue de Laeken à Bruxelles (néo-Renaissance flamande)[1],[3]

- 1889 Maison Baes, rue Van Moer 12 à Bruxelles (néo-Renaissance flamande)

- 1893 Immeuble d'angle, rue Duquesnoy 31 à Bruxelles (néo-Renaissance flamande)[4]